# Siphocampylus domingensis
Siphocampylus domingensis är en klockväxtart som beskrevs av A.Dc. Siphocampylus domingensis ingår i släktet Siphocampylus och familjen klockväxter.
Artens utbredningsområde är Haiti. Inga underarter finns listade i Catalogue of Life.